# Cryophis hallbergi
Cryophis hallbergi is een slang uit de familie toornslangachtigen (Colubridae) en de onderfamilie Dipsadinae.

## Naam en indeling
De wetenschappelijke naam van de soort werd voor het eerst voorgesteld door Charles Mitchill Bogert en William Edward Duellman in 1963. Het is de enige soort uit het monotypische geslacht Cryophis. De soortaanduiding hallbergi is een eerbetoon aan Thomas Boone Hallberg.

## Verspreiding en habitat
Cryophis hallbergi komt voor in delen van Midden-Amerika en leeft endemisch in zuidelijk Mexico in de deelstaat Oaxaca. De habitat bestaat uit vochtige tropische en subtropische bergbossen.

## Beschermingsstatus
Door de internationale natuurbeschermingsorganisatie IUCN is de beschermingsstatus 'onzeker' toegewezen (Data Deficient of DD).